# Protestantský kostel svatého Ducha (Paříž)
Protestantský kostel svatého Ducha (fr. Temple protestant du Saint-Esprit de Paris) je farní kostel v Paříži. Nachází se v 8. obvodu v ulici Rue Roquépine č. 5. Novoklasicistní stavba je od roku 2011 chráněna jako historická památka. Farnost je členem sjednocené protestantské církve.

## Dějiny
Při výstavbě kostela Nejsvětější Trojice byla stržena protestantská kaple na Rue Saint-Lazare a jako náhrada byl naplánován nový kostel. Prefekt Haussmann a architekt Victor Baltard, vedoucí architektonického oddělení města Paříže, oba luteráni, zajistili vybudování nových objektů pro protestantskou komunitu. Protestantský chrám svatého Ducha slavnostně otevřeli za Druhého císařství dne 3. prosince 1865 Athanase Josué Coquerel a Henri Grandpierre jmenovaní protestantskou konzistoří.
Na příkaz prefekta zakoupila pařížská městská rada v roce 1862 pozemek v Rue Roquépine. Výstavbou byli pověřeni architekti Théodore Ballu a Paul-Louis Renaud. Součástí stavby byla škola, ubytování pro učitele a správce, velký presbytář a farní dům se zasedacími místnostmi presbyterské rady a diakonátu. Prvním pastorem komunity se stal Ernest Dhombres, který jím byl až do roku 1894.
Dne 6. června 1872 se v kostele konal generální synod reformovaných církví Francie, kterému předsedal François Guizot, první oficiálně představený od roku 1659. Zde se projevil rozkol mezi liberálními protestanty a obrozenci (tzv. „évangéliques“). Ti požadovali vyznání víry převzaté z La Rochelle z roku 1571, zatímco liberálové byli proti jakémukoli dogmatismu. Symbolicky se ve farnosti v roce 1938 také konal synod zasvěcený znovusjednocení francouzské reformované církve.
Ze zdejší farnosti pocházeli dva pastoři, kteří se stali předsedy francouzského protestantského svazu – Jean-Arnold de Clermont v letech 1999–2007 a François Clavairoly v letech 2013–2022.

## Architektura
Budova je neoklasicistního stylu. Fronton nese basreliéf s otevřenou Biblí, tradičním symbolem protestantských chrámů. Bible je obklopena palmovými listy a dvanácti hvězdami uspořádanými do kruhu. Na kladí je vyryto „Église du Saint-Esprit“. Troje vstupní dveře jsou orámovány dórskými pilastry a iónskými sloupy. Nad fasádou se tyčí jednoduchá zvonice.
Loď, která pojme 700 lidí, má protáhlý osmiúhelníkový tvar podle vzoru protestantského chrámu v La Rochelle ze 16. století. Interiér osvětluje velké okno. Původní bílé sklo po vzoru Halles de Paris bylo v roce 1905 nahrazeno nefigurativní barevnou vitráží od architekta Charlese Letrosne. Stala se inspirací pro stavbu protestantského kostela Foyer de l'Âme v roce 1907.
Kazatelna a křtitelnice pocházejí z bývalé protestantské kaple na Rue Saint-Lazare. Biblické verše jsou vytesány na velkých mramorových deskách. První varhany Merklin-Schütze byly postaveny v roce 1865. Současné varhany postavil v roce 1898 Charles Mutin.